# نواف الركابي
نواف الركابي ممثل سعودي ، دخل المجال الفني عام 2002 ومازال مستمرا فيه. 

## أعماله

### المسلسلات
- بنق2014

- طالع نازل

- طاش ما طاش 18

- طاش ما طاش 17

- عيال قرية

- طاش ما طاش 16

- غشمشم ج3

- كلنا عيال قرية

- وشوشه

- مزحة برزحة

- امرأة لا تشبه القمر

- أبو العصافير

- نبض الحياة

- العاصوف

- صور وعبر